# Ист Хемит (Калифорнија)
Ист Хемит (енгл. East Hemet) насељено је место без административног статуса у америчкој савезној држави Калифорнија.

## Демографија
По попису из 2010. године број становника је 17.418, што је 2.595 (17,5%) становника више него 2000. године.
| Група             | 2000.          | 2010.         |
| Белци             | 10.359 (69,9%) | 9.232 (53,0%) |
| Афроамериканци    | 228 (1,5%)     | 679 (3,9%)    |
| Азијати           | 154 (1,0%)     | 275 (1,6%)    |
| Хиспаноамериканци | 3.692 (24,9%)  | 6.778 (38,9%) |
| Укупно            | 14.823         | 17.418        |